# Narathiwat (Provinz)
Narathiwat (Thai: นราธิวาส) ist eine Provinz (Changwat) im äußersten Südosten der Südregion von Thailand.

## Etymologie
Der ursprüngliche Name von Narathiwat war Menara (Malaiisch: Turm). In Thai wurde dies in Bang Nara (Thai: บางนรา) geändert. Im Jahr 1915 wurde Bang Nara von der thailändischen Regierung in Narathiwat umbenannt.
Der Name Narathiwat stammt aus dem Sanskrit (Narādhivāsa) und bedeutet etwa „Wohnsitz der guten Menschen“ (nara ‚Mensch‘ und adhivāsa ‚Wohnsitz‘).

## Geographie

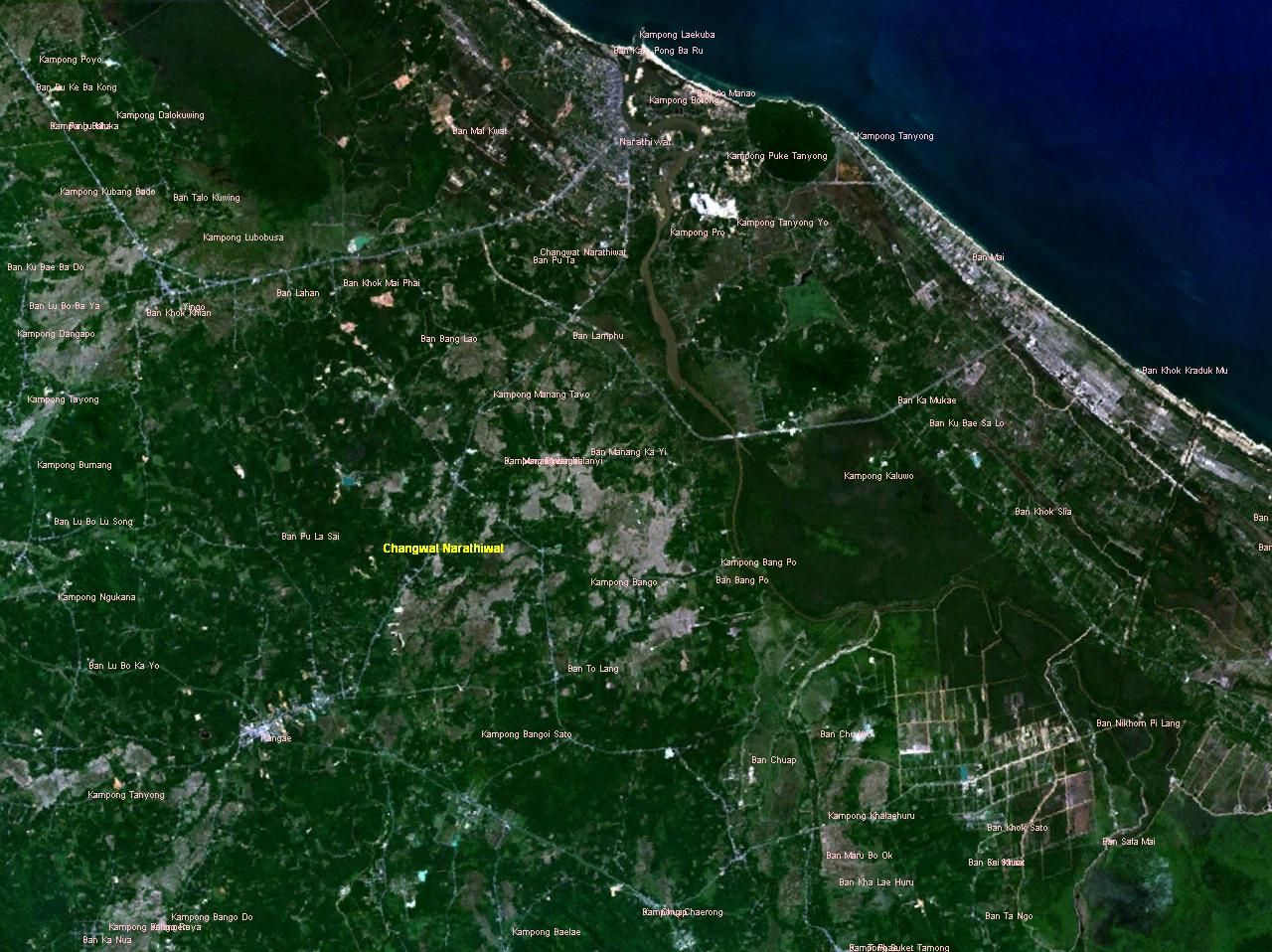
Satellitenbild der Provinz Narathiwat

Narathiwat befindet sich ganz im Süden von Thailand auf der Malaiischen Halbinsel und liegt an der Küste der Golfs von Thailand. Die Provinz hat eine ausgedehnte Grenze mit Malaysia.
Die Entfernung zur Hauptstadt Bangkok beträgt ca. 1200 Kilometer.
| Angrenzende Provinzen und Gebiete: | Angrenzende Provinzen und Gebiete: |
| ---------------------------------- | ---------------------------------- |
| Norden                             | Pattani                            |
| Osten                              | Küste zum Golf von Thailand        |
| Süden                              | Landesgrenze zu Malaysia           |
| Westen                             | Yala                               |

### Klima
Das Klima ist tropisch-monsunal. Die Höchsttemperatur im Jahr 2008 betrug 35,6 °C, die tiefste Temperatur wurde mit 21,7 °C gemessen. An 178 Regentagen fielen in demselben Jahr 2935,1 mm Niederschlag.

## Klimatabelle
|                        | Jan  | Feb  | Mär | Apr | Mai  | Jun  | Jul  | Aug | Sep  | Okt | Nov  | Dez |   |      |
| Mittl. Temperatur (°C) | 26,5 | 26,5 | 28  | 29  | 28,5 | 28,5 | 28,5 | 28  | 27,5 | 27  | 26,5 | 26  | ⌀ | 27,5 |
| Mittl. Tagesmax. (°C)  | 30   | 30   | 33  | 34  | 33   | 33   | 33   | 33  | 32   | 31  | 30   | 29  | ⌀ | 31,8 |
| Mittl. Tagesmin. (°C)  | 23   | 23   | 23  | 24  | 24   | 24   | 24   | 23  | 23   | 23  | 23   | 23  | ⌀ | 23,3 |
|                        |      |      |     |     |      |      |      |     |      |     |      |     |   |      |
| Niederschlag (mm)      | 88   | 36   | 63  | 72  | 122  | 125  | 136  | 159 | 196  | 250 | 479  | 464 | Σ | 2190 |
|                        |      |      |     |     |      |      |      |     |      |     |      |     |   |      |
| Sonnenstunden (h/d)    | 6    | 8    | 8   | 9   | 8    | 8    | 7    | 8   | 7    | 6   | 5    | 5   | ⌀ | 7,1  |
|                        |      |      |     |     |      |      |      |     |      |     |      |     |   |      |
| Regentage (d)          | 10   | 5    | 6   | 4   | 9    | 9    | 10   | 11  | 13   | 16  | 19   | 18  | Σ | 130  |
|                        |      |      |     |     |      |      |      |     |      |     |      |     |   |      |
| Wassertemperatur (°C)  | 28   | 28   | 29  | 30  | 30   | 30   | 30   | 30  | 30   | 29  | 29   | 28  | ⌀ | 29,3 |
|                        |      |      |     |     |      |      |      |     |      |     |      |     |   |      |
| Luftfeuchtigkeit (%)   | 81   | 80   | 79  | 78  | 79   | 79   | 79   | 79  | 80   | 82  | 85   | 84  | ⌀ | 80,4 |

| 23 |

| 23 |

| 23 |

| 24 |

| 24 |

| 24 |

| 24 |

| 23 |

| 23 |

| 23 |

| 23 |

| 23 |

| 23 |

| 23 |

| 23 |

| 24 |

| 24 |

| 24 |

| 24 |

| 23 |

| 23 |

| 23 |

| 23 |

| 23 |

## Bevölkerung

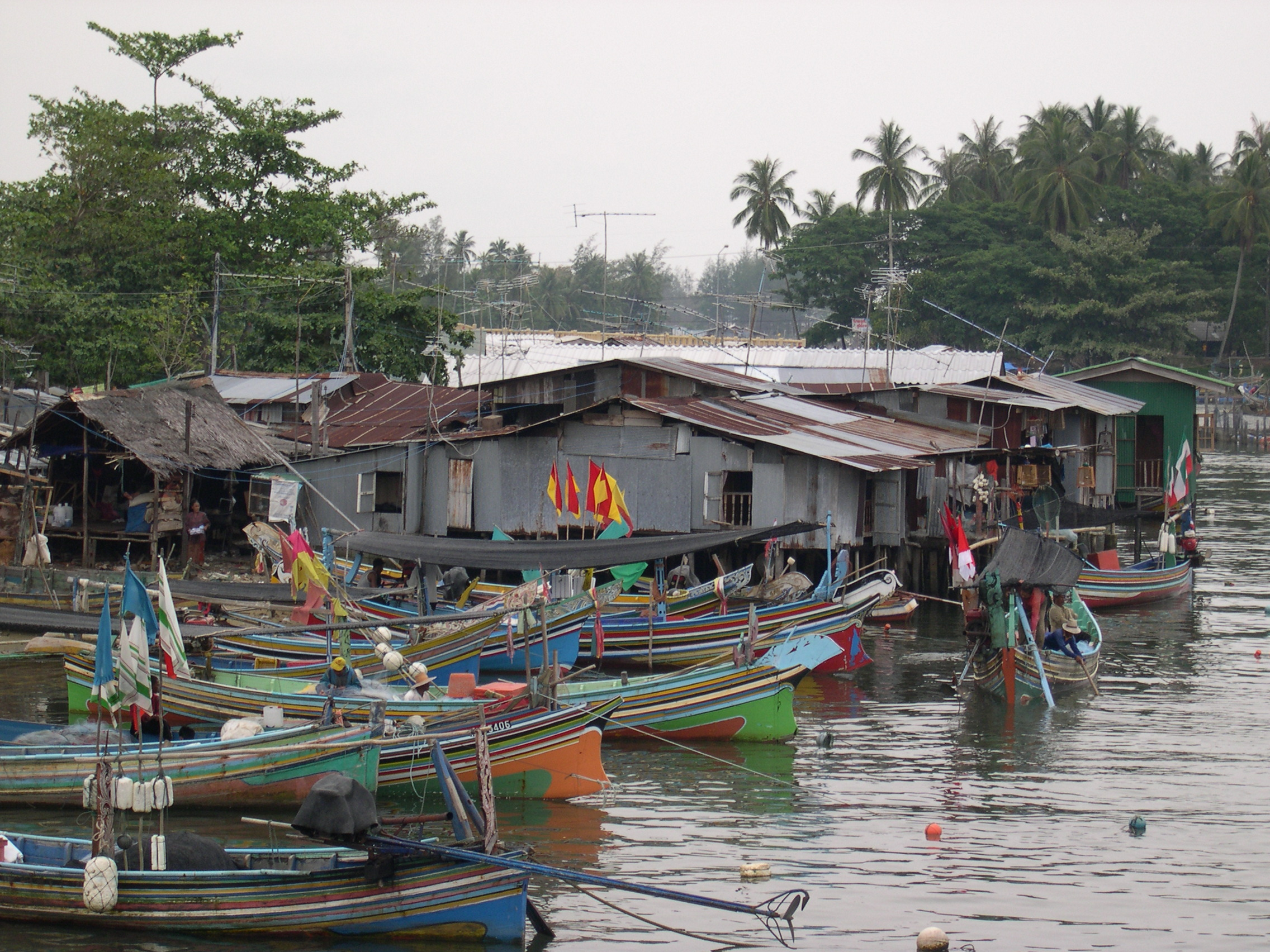
Fischerdorf in der Provinz Narathiwat

Narathiwat ist eine der vier Provinzen des Landes mit einer überwiegend muslimischer Bevölkerung. Sie besteht zum größten Teil aus ethnischen Malaien, daneben leben hier auch Thai und ethnische Chinesen.
Im Jahr 2000 waren 17,9 % der Einwohner Buddhisten, 82 % der Bewohner Muslime; im Jahr 1990 lebten in Narathiwat 20,5 % Buddhisten und 79,2 % Muslime.
80,4 % der Einwohner sind ethnische Malaien, sie sprechen den malaiischen Dialekt Yawi. 99,8 % sind thailändische Staatsbürger.

## Wirtschaft
Im Jahr 2008 betrug das „Gross Provincial Product“ (Bruttoinlandsprodukt) der Provinz 49.440 Millionen Baht.

### Daten
Die unten stehende Tabelle zeigt den Anteil der Wirtschaftszweige am Gross Provincial Product in Prozent:
| Wirtschaftszweig | 2006   | 2007   | 2008   |
| ---------------- | ------ | ------ | ------ |
| Landwirtschaft   | 54,1 % | 56,1 % | 56,6 % |
| Industrie        | 4,5 %  | 4,7 %  | 4,0 %  |
| Andere           | 41,4 % | 39,2 % | 39,4 % |

Der Mindestlohn in der Provinz beträgt 171 Baht pro Tag (etwa 4 €).

### Landnutzung
Für die Provinz ist die folgende Landnutzung dokumentiert:
- Waldfläche: 713.945 Rai (446,2 km²), 25,5 % der Gesamtfläche
- Landwirtschaftlich genutzte Fläche: 695.2956 Rai (434,6 km²), 24,9 % der Gesamtfläche
- Nicht klassifizierte Fläche: 1.387.904 Rai (867,4 km²), 49,6 % der Gesamtfläche

Die Wirtschaft ist geprägt von Ackerbau, wie zum Beispiel Reisanbau und Obstplantagen, sowie dem Fischfang. Auch ist der Handel mit Malaysia eine wichtige Einnahmequelle.
Aufgrund einer schlechten Sicherheitslage durch separatistische Bestrebungen ist kaum Tourismus vorhanden.

## Verkehr

### Flughafen
Der Flughafen Narathiwat liegt etwa 15 Kilometer nordwestlich der Provinzhauptstadt Narathiwat.

## Geschichte
In vormoderner Zeit gehörte das Gebiet der heutigen Provinz Narathiwat zum malaiischen Sultanat Patani. Dieses war dem siamesischen Königreich Ayutthaya zu Tribut verpflichtet. Nach dem Zusammenbruch Ayutthayas 1767 machte sich Pattani zunächst unabhängig, doch wurde es während der Herrschaft des siamesischen Königs Phra Phutthayotfa Chulalok (Rama I.) in mehreren Feldzügen ab 1786 erneut von Siam unterworfen. Ein Teil der Bevölkerung wurde nach Zentralthailand verschleppt und das Sultanat 1816 in sieben Provinzen bzw. Fürstentümer zerschlagen, darunter Ra-ngae, das auf dem Gebiet der heutigen Provinz Narathiwat lag. 
Während der Herrschaft des Königs Chulalongkorn (Rama V.) wurde durch die Thesaphiban-Reform des siamesischen Innenministers Prinz Damrong Rajanubhab ab 1892 die zuvor lockere Struktur der halbautonomen Fürstentümer und Stadtstaaten (Müang) zentralisiert. In den ehemaligen malaiischen Sultanaten im äußeren Süden des Reiches wurde die neue Verwaltungsstruktur erst 1906 mit der Errichtung des Monthon Pattani eingeführt. Nach dem Anglo-Siamesischen Vertrag von 1909 blieb dieses Gebiet bei Siam, während die benachbarten Sultanate Kelantan und Perak unter britische Kontrolle gerieten.
Die bei Siam verbliebenen malaiischen Gebiete wurden in der Folgezeit verstärkt in den entstehenden siamesischen bzw. thailändischen Nationalstaat integriert und von aus Bangkok entsandten Beamten verwaltet. Dieser Prozess wird zuweilen als „interner Kolonialismus“ beschrieben. Während einer Reise durch die Südprovinzen kam König Vajiravudh (Rama VI.) 1915 auch in den kleinen Ort Bang Nara, der damals nur den Status eines Unterbezirks (Tambon) hatte, und gab ihm den neuen Namen Narathiwat. Nach dem Ende der absoluten Monarchie wurde die Verwaltungsebene der Monthon aufgelöst und die Provinzen neu zugeschnitten. So entstand aus dem südöstlichen Teil des Monthon die Provinz Narathiwat in ihrer heutigen Form.
Nach langen Jahren der Ruhe ist seit 2004 wieder eine separatistische Bewegung im Süden aktiv, deren militante Vertreter insbesondere in den Provinzen Narathiwat, Pattani und Yala Bombenanschläge durchführen, Vertreter des Zentralstaats und andere Gegner ermorden. Seit Januar 2004 sind auf diese Weise mehr als 800 Menschen umgekommen.

### Die Ereignisse in Tak Bai 2004
So kamen am 25. Oktober 2004 in der Grenzstadt Tak Bai 85 Muslime ums Leben. Verschiedene Polizeieinheiten wurden mobilisiert, um eine Demonstration vor der örtlichen Polizeistation aufzulösen. Die Menschen protestierten gegen die Verhaftung von sechs Inhaftierten, die angeblich Aufständische mit Waffen versorgt haben sollen. Die Demonstranten warfen Steine und versuchten die Polizeistation zu stürmen, worauf die Sicherheitskräfte Tränengas einsetzten. Acht Menschen wurden am Ort des Geschehens erschossen, weitere 78 erstickten oder wurden während des Transportes in ein Gefangenenlager erdrückt. Etwa 1200 Menschen wurden mehrere Tage lang in Militärgewahrsam genommen, ohne ausreichende medizinische Behandlung zu bekommen. Als Folge litten mehrere Personen an schwerwiegenden Verletzungen, die Amputationen nach sich zogen.
Bisher wurde kein Sicherheitspersonal in Verbindung mit den Geschehnissen zur Verantwortung gezogen, aber 58 muslimische Demonstranten wegen Vergehen verurteilt. Eine von der Regierung eingesetzte Kommission, unter Führung des Ombudsmannes Pichet Soontornpiphit, stellte am 17. Dezember 2004 fest, dass die Methoden, die zur Auflösung des Protestes führten, international bewährter Praxis widersprachen. Der Einsatz von Schusswaffen und Rekruten, die keine ausreichende Erfahrung für solche Einsätze hatten, waren ungeeignet. Die Kommission stellte weiterhin fest, dass die militärischen Vorgesetzten versagt hatten, den Transport der Gefangenen zu leiten und diese Aufgabe nicht geeignetem Personal überließen.
Thailändische Behörden zahlten später eine Entschädigung an einige Opfer und deren Familien.

## Sehenswürdigkeiten
- Thaksin Rachaniwet (Thai: พระตำหนักทักษิณราชนิเวศน์ – Thaksin-Palast) – königliche Residenz für Süd-Thailand. Wenn die königliche Familie nicht anwesend ist, steht der Palast Besuchern offen. Es gibt einen kleinen Zoo und Keramikwerkstätten.
- Wat Chonthara Singhe (Thai: วัดชลธาราสิงเห) – buddhistischer Tempel (Wat) im Amphoe Tak Bai an der Grenze zu Malaysia. Der Tempel wurde erbaut, um britische Besitzansprüche auf Narathiwat als Teil ihres Empires auf der Malaiischen Halbinsel abzuwehren. Schöne Holzkonstruktion mit Wandmalereien aus dem Leben Buddhas.
- Nationalpark Budo Su-ngai Padi (Thai: อุทยานแห่งชาติบูโด-สุไหงปาดี):
  - Chattawarin-Wasserfall (น้ำตกฉัตรวาริน), der über sieben Stufen in die Tiefe stürzt und Stromschnellen bildet, liegt in Amphoe Su-ngai Padi.
  - Bacho-Wasserfall (Thai: น้ำตกปาโจ) – im Amphoe Bacho gelegener, etwa 60 m tief fallender Wasserfall mit einer großen Wassermenge

## Wappen
Das Wappen der Provinz Narathiwat zeigt ein schnell dahin fahrendes Segelboot mit dem Bild eines weißen Elefanten auf der Segelfläche. Der weiße Elefant gilt allgemein als Symbol des Königshauses der Chakri-Dynastie und soll hier an einen einst in der Gegend eingefangenen Elefanten (Phra Sri Nararat Rajakarin) erinnern, der dem König zum Geschenk gemacht wurde.
Das lokale Symbol ist die Frucht des Longsat (Longkong, Lansium domesticum), der lokale Baum ist der Chengal (Neobalanocarpus helmii).
Der Wahlspruch der Provinz Narathiwat lautet:
„Hier liegt der Taksin-Palast,
Religiös Ergebene leben an diesem Ort,
Narathat ist ein angenehmer, friedlicher Strand,
Der Bacho-Wasserfall ist lieblich und beeindruckend,
Das Land einer großen Goldmine,
Die Longan-Frucht ist süß für alle, die sie versuchen.“

## Verwaltungseinheiten

### Provinzverwaltung
Narathiwat ist in 13 Landkreise (Amphoe) eingeteilt, die weiter in 77 Gemeinden (Tambon) und diese wiederum in 551 Dorfgemeinschaften (Muban) gegliedert sind.
| \| Nr. \| Amphoe-Name \| Thai \| \| --- \| ------------------------ \| ---------------- \| \| 01 \| Amphoe Mueang Narathiwat \| อำเภอเมืองนราธิวาส \| \| 02 \| Amphoe Tak Bai \| อำเภอตากใบ \| \| 03 \| Amphoe Bacho \| อำเภอบาเจาะ \| \| 04 \| Amphoe Yi-ngo \| อำเภอยี่งอ \| \| 05 \| Amphoe Ra-ngae \| อำเภอระแงะ \| \| 06 \| Amphoe Rueso \| อำเภอรือเสาะ \| \| 07 \| Amphoe Si Sakhon \| อำเภอศรีสาคร \| \| 08 \| Amphoe Waeng \| อำเภอแว้ง \| \| 09 \| Amphoe Sukhirin \| อำเภอสุคิริน \| \| 10 \| Amphoe Su-ngai Kolok \| อำเภอสุไหงโก-ลก \| \| 11 \| Amphoe Su-ngai Padi \| อำเภอสุไหงปาดี \| \| 12 \| Amphoe Chanae \| อำเภอจะแนะ \| \| 13 \| Amphoe Cho-airong \| อำเภอเจาะไอร้อง \| |                          |                  |
| Nr. | Amphoe-Name              | Thai             |
| 01 | Amphoe Mueang Narathiwat | อำเภอเมืองนราธิวาส |
| 02 | Amphoe Tak Bai           | อำเภอตากใบ       |
| 03 | Amphoe Bacho             | อำเภอบาเจาะ      |
| 04 | Amphoe Yi-ngo            | อำเภอยี่งอ         |
| 05 | Amphoe Ra-ngae           | อำเภอระแงะ       |
| 06 | Amphoe Rueso             | อำเภอรือเสาะ      |
| 07 | Amphoe Si Sakhon         | อำเภอศรีสาคร      |
| 08 | Amphoe Waeng             | อำเภอแว้ง         |
| 09 | Amphoe Sukhirin          | อำเภอสุคิริน        |
| 10 | Amphoe Su-ngai Kolok     | อำเภอสุไหงโก-ลก   |
| 11 | Amphoe Su-ngai Padi      | อำเภอสุไหงปาดี     |
| 12 | Amphoe Chanae            | อำเภอจะแนะ       |
| 13 | Amphoe Cho-airong        | อำเภอเจาะไอร้อง   |

### Lokalverwaltung
Für das ganze Gebiet der Provinz besteht eine Provinz-Verwaltungsorganisation (องค์การบริหารส่วนจังหวัด, kurz อบจ., Ongkan Borihan suan Changwat; englisch Provincial Administrative Organization, PAO).
In der Provinz gibt es drei Städte (เทศบาลเมือง – Thesaban Mueang):
- Narathiwat (เทศบาลเมืองนราธิวาส),
- Su-Ngai Kolok (เทศบาลเมืองสุไหงโกลก) und
- Tak Bai (เทศบาลเมืองตากใบ).

Daneben gibt es 11 Kleinstädte (เทศบาลตำบล – Thesaban Tambon).